# Chambre des comptes de Provence
La Chambre des comptes de Provence était, sous l'Ancien Régime, une cour souveraine spécialisée dans les affaires de finance du comté de Provence.

## Historique

### Sous les comtes de Provence
Raymond Bérenger V a mis en place la première grande réorganisation administrative et judiciaire du comté de Provence. La a mis en place une chancellerie, mais il n'a pas encore prévu de structure permettant de contrôler et de vérifier l'action des officiers comtaux chargés de la gestion du domaine. Il faut attendre l'arrivée des comtes de Provence de la Maison d'Anjou, en 1245, pour que se mette en place ce contrôle. Charles Ier d'Anjou devenu roi de Naples en 1268, intervient militairement en Sicile et à Naples, loin du comté, cette structuration est devenue impérative pour lui permettre d'assurer le contrôle de son domaine et en tirer les finances qui lui sont nécessaires pour supporter les frais de la guerre. Charles Ier s'est inspiré de l'organisation de contrôle des comptes qu'il a trouvé à Naples. Le premier registre qui soit parvenu couvre la période 1249-1254. Il est tenu par Raymond Scriptor, notaire à Aix, mais dont l'activité dans la chancellerie de Raymond Bérenger V est connue depuis 1228. Une ordonnance de Charles Ier de 1266-1267 impose aux juges des différentes baillies ou vigueries de contrôler les comptes des clavaires de leur circonscription tous les mois. C'est vers 1270 que se met en place une organisation centralisée du contrôle des comptes. En 1269, Raymond Scriptor est qualifié de maître rational en Provence. En 1273 il ne fait plus de versements mais il est chargé uniquement du contrôle de l'administration financière du comté. L'organisation du contrôle des comptes s'appuie sur les chartes gardées dans les archives.
Le terme de Camera rationum ou de Chambre des comptes, apparaît pour la première fois en 1288 dans des statuts administratifs promulgués par le Grand sénéchal de Provence de Charles II, Jean Scot. Dans son ordonnance de Brignoles de 1297, Charles II place le système de contrôle des comptes du comté sous la surveillance de la cour de Naples. Le rational de Provence doit faire un rapport à la fin de l'année sur la gestion financière du comté et l'adresser aux maîtres rationaux à Naples et leur faire des rapports oraux quand ils sont en Provence. Pierre de Toulouse, en fonction depuis 1298, est qualifié en 1302 de « rational de la grande cour royale ». Le titre devient à partir du règne de Robert de Naples « rational de la grande cour royale dans les comtés de Provence et de Forcalquier ». Les maîtres rationaux de la cour de Naples vont séjourner en Provence.
Le Chambre des comptes de Provence a pris sa forme définitive à partir du début du règne du roi Robert. Cette Chambre des comptes est composée au XIVe siècle de :
- deux maîtres rationaux, à l'origine des membres de la cour du roi de Naples, visitant la Provence, mais qui se sont fixés à Aix,
- deux rationaux, équivalents aux auditeurs aux comptes,
- un rational archivaire, chargé de la garde et du classement des archives, la transcription des actes et la rédaction des registres.

Son activité ne se limite pas au seul contrôle des comptes mais elle contrôle toute l'administration fiscale du comté.

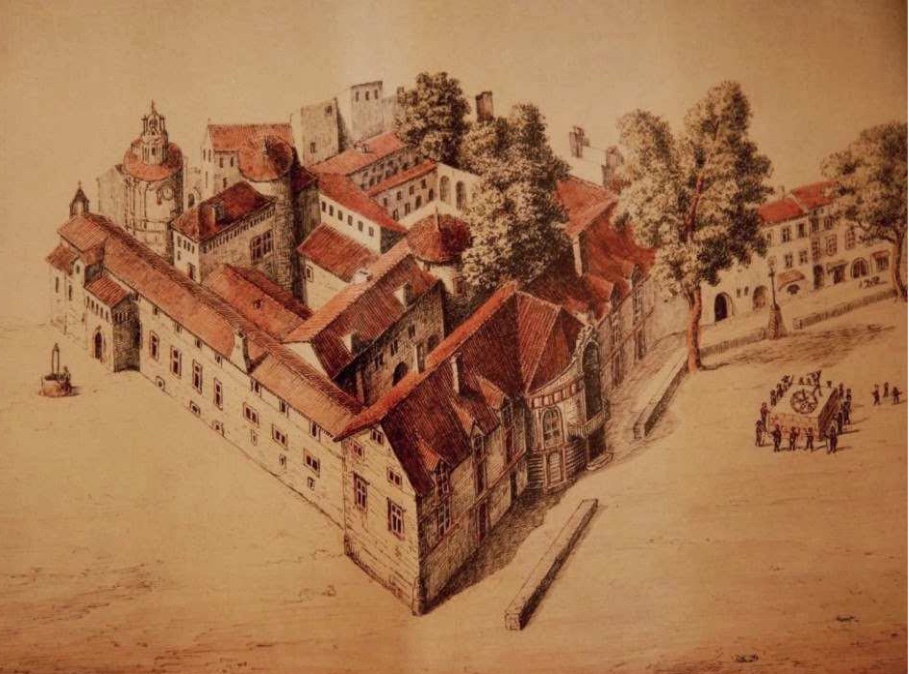
Palais comtal

Entre 1346 et 1348, la reine Jeanne de Naples institue une juridiction à côté de la Chambre des comptes pour connaître les litiges entre particuliers découlant d'obligations pécuniaires dues à des décisions de la Chambre des comptes. Cette « cour de la Chambre des comptes » a pris au XVe siècle le nom de « Chambre rigoureuse ». Le juge prend le nom de président. Ses décisions peuvent soumises en appel à la Chambre des comptes.
Un édit du 12 avril 1363 impose l’enregistrement dans les registres de la Chambre de tous les actes de l’autorité souveraine, notamment en matière domaniale.
Les comtes de Provence étant souvent absents de leur domaine, l'activité de la Chambre des comptes était importante pour assurer la conservation de leurs droits.
Le nombre des membres de la Chambre va alors progressivement augmenter, surtout à partir du règne de la reine Jeanne. Le roi René va placer en 1460 la Chambre des comptes qui était jusque-là sous la tutelle du Grand sénéchal de Provence, sous l'autorité d'un Grand président.

### Le comté de Provence dans le royaume de France
Après la réunion du comté de Provence au domaine de la Couronne de France, en 1481, la Chambre des comptes est conservée. La Chambre rigoureuse est supprimée par l'édit de Joinville de 1535.
Le parlement d'Aix est créé par un édit de juillet 1501, vingt ans après le rattachement du comté de Provence au royaume de France.
L'édit d'Anet pris par le roi Henri II redonne à la Chambre des comptes le pouvoir qu'elle avait avant le rattachement du comté de Provence au royaume de France. Elle se voit confier « en souveraineté et dernier ressort » la juridiction des aides, tailles et gabelles. Dans le règlement de la Chambre des comptes décidé par le Conseil privé, donné par lettres patentes le 7 juillet 1557, il est prévu que la Chambre des comptes d'Aix a la même juridiction que la Chambre des comptes et la Cour des aides de Paris et qu'elle doit en reprendre les formes, les règles et les ordonnances. Les conflits qui étaient nés des oppositions entre la Chambre des comptes et la parlement d'Aix et le trésorier de France n'ont pas disparu avec cette décision. Le conflit entre la Chambre des comptes et le trésorier de France a été partiellement réglé par la décision de gérer ensemble le domaine à partir de 1565. Un arrêt du 16 octobre 1581 a précisé les attributions de chacun, mais en donnant à la Chambre des comptes la plus grande part de la juridiction, en particulier ce qui concerne la juridiction contentieuse. En 1599, des lettres patentes du roi ont établi une Chambre composée pour moitié des membres de la Chambre des comptes et pour moitié de la cour du parlement d'Aix (un président et cinq conseillers de chacune des deux cours) pour connaître en dernier ressort le fait des comptes.
Les conflits de juridiction sont le résultat d'une confusion des titres qui sont donnés à l'ancienne Chambre des comptes de Provence. Dans un édit pris en 1558 par Henri II à la suite d'une demande du parlement d'Aix, il précise qu'ils « useront du titre ancien de Chambre des comptes et non du titre de Cour des aydes » quand il jugent sur les comptes et quand ils jugent sur les aides, tailles, gabelles et finances ils doivent user du titre de Cour des aides.
Comme toutes les Chambres des comptes des provinces, la Chambre des comptes d'Aix est supprimée par l'édit de Moulins en février 1566 pris par Charles IX, mais elle est rétablie en 1568. Dans une déclaration du 19 juillet 1578, Henri III a réglé le rang et la préséance entre le parlement de Provence et la Chambre des comptes, aides et finances d'Aix.
La situation s'est compliqué avec la création d'un bureau des finances en 1577, abolie en 1598, reconstituée en 1608. En 1627, la bureau des finances est devenu une juridiction contentieuse. La Chambre des comptes a fini par perdre définitivement la juridiction du domaine en 1640.
Un arrêt du Conseil d'État du roi du 8 février 1666 a fixé l'ordre de préséance entre les officiers de la cour du parlement de Provence, la Cour des comptes, Aydes et Finances, et les présidents, trésoriers de France, et généraux des finances au bureau de la généralité dudit pays de Provence aux cérémonies, et assemblées publiques et particulières.
Si la Chambre des comptes a conservé la préséance sur les trésoriers de France, elle n'a plus eu comme rôle qu'à recevoir les actes de foi et hommage, les aveux et dénombrements, les investitures de fiefs et les ensaisinements des rotures du domaine. Son statut de cour souveraine a entraîné des conflits de préséance avec le parlement d'Aix.
Le 7 septembre 1790 l'Assemblée constituante a arrêté le principe de la suppression des chambres des comptes. Le décret du 22 décembre 1790 décide que « toute présentation de comptes aux chambres des comptes cessera de ce jour ». La loi rendant effective cette décision est prise le 5 janvier 1791.

## Composition de la Chambre des comptes
La composition de la « Cour des comptes, aides et finances du pays et comté de Provence » est modifiée par l'édit d'Anet pris par le roi Henri II en août 1555. Elle est composée de dix-huit magistrats. Au XVIIe siècle, elle comprend un Premier président, cinq présidents, trente-sept conseillers, un procureur général et de deux avocats généraux.

### Grands présidents puis premiers présidents
- 9 mai 1460, Nicola de Brancas, évêque de Marseille,
- 18 septembre 1466, Jean Huet, évêque de Toulon,
- 8 août 1470, Palamède de Forbin, surnommé le Grand, grand-sénéchal, gouverneur et lieutenant-général de Provence,
- 15 septembre 1487, Jean Matheron, seigneur de Salignac et Peynier,
- 29 mars 1495, Louis de Forbin, seigneur du Luc,
- 15 octobre 1502, Aimeric de Andrea, Garde des sceaux et président de la Chambre rigoureuse,
- 8 mars 1515, Balthasar de Jarente, premier maître rational, chanoine d'Aix, puis évêque de Vence, puis de Saint-Flour, finalement archevêque d'Embrun,
- 20 décembre 1554, Jean de Sade, seigneur de Mazan, neveu de Balthasar de Jarente.
- 22 décembre 1601, Jean de Rolands, seigneur de Reauville, petit-fils de Jean de Sade,
- 4 juillet 1608, Jean de la Cepède, seigneur d'Aigalades,
- 28 novembre 1623, Antoine de Séguiran, seigneur de Bouc,
- 16 octobre 1625, Henri de Séguiran, seigneur de Bouc, fils d'Antoine de Séguiran,
- 4 mars 1649, Reynaud de Séguiran, fils d'Henri de Séguiran,
- 21 janvier 1679, Antoine de Séguiran, abbé de Guitres, frère de Reynaud de Séguiran,
- 13 février 1708, Henri Reynaud d'Albertas, seigneur de Bouc et de Dauphin, neveu d'Antoine de Séguiran,
- 11 mars 1745, Jean-Baptiste d'Albertas, marquis d'Albertas, comte de Ners et Péchaures, seigneur de Gémenos et Saint-Hilaire, fils d'Henri Reynaud d'Albertas.
- 12 octobre 1775, Jean Baptiste Suzanne d'Albertas, fils de Jean-Baptiste d'Albertas, il a été avocat général en 1771. Il a exercé cette charge jusqu'en 1790.